# Janez Zor
Janez Zor, slovenski jezikoslovec, * 8. junij 1926, Ljubljana, † 28. november 2014, Ljubljana.

## Življenjepis
Janez Zor je diplomiral leta 1949 iz ruskega jezika s književnostjo, stare cerkvene slovanščine in srbohrvaškega jezika s književnostjo. Po diplomi je postal asistent pri Inštitutu za slovansko filologijo. Med 1950–1952 je bil na izpopolnjevanju v Beogradu, 1956–1958 na Moskovski državni univerzi. Od 1959–1961 je bil lektor za slovenščino in srbohrvaščino na univerzi v Göttingenu. Po vrnitvi domov je na Filozofski fakulteti postal lektor za ruski jezik. Po umiku profesorja Franceta Tomšiča je začel predavati še predmet Stara cerkvena slovanščina na Filozofski fakulteti v Ljubljani. Slovansko filologijo je eno leto predaval tudi na univerzi v Trstu in deset let na Pedagoški fakulteti v Mariboru. Predaval je na več seminarjih o glagolici v Zagrebu in na Krku. Upokojil se je 8. junija 1996 kot strokovni svetnik.